# Alexander Babiš
Alexander Babiš (* 24. prosince 1961 Bratislava) je slovenský podnikatel. Je mladším bratrem bývalého předsedy vlády České republiky Andreje Babiše.

## Život
Před rokem 1989 pracoval Alexander Babiš v podniku zahraničního obchodu Omnia, který se zabýval dovozem a vývozem spotřební techniky.
Byl veden Státní bezpečností jako spolupracovník. StB Alexandera Babiše podle slovenského časopisu Týždeň zaevidovala jedenáct dní před 17. listopadem 1989 jako agenta s krycím jménem Miki. „Není tajností, že i o mně jsou vedené spisy StB. To ale bylo jen proto, že jsme byli monitorováni,“ uvedl Babiš.
Po pádu komunistického režimu pracoval 15 let v bankovním sektoru, pět let byl finančním ředitelem ve firmě svého bratra, slovenském Agrofertu.

### Obžaloba z podvodu
V roce 2015 byl Alexander Babiš na Slovensku obžalován z podvodu. Se svým společníkem z firmy CTHS byli podezřelí z toho, že energetické firmě ČEZ Slovensko podvodem způsobili škodu 195 250 eur (5,3 milionu korun) a hrozil jim trest odnětí svobody až na 15 let. V roce 2016 je okresní soud v Bratislavě obžaloby z podvodu pravomocně zprostil, ale poškozenou společnost ČEZ Slovensko odkázal s nárokem na náhradu škody na občanské soudní řízení. Společnost ČEZ Slovensko již dříve předala pohledávku vůči CTHS k exekuci, ale vzhledem k tomu, že CTHS byla prakticky bez majetku, škodu v občanském řízení nevymáhala. ČEZ Slovensko je dceřinou společností českého koncernu ČEZ, ČEZ a.s. je kapitálovou obchodní korporací jejíž akcie jsou volně obchodovány na finančních trzích, přičemž majoritních cca 70% akcií drží Česká republika a výkonem akcionářských práv je pověřeno Ministerstvo financí ČR..

## Rodina
Alexander Babiš je potřetí ženatý, má čtyři děti a žije v Bratislavě.